# Norskekysten
Norskekysten er kystlinjen, som Norge har imod Skagerrak, Nordsjøen, Norskehavet og Barentshavet (kun kysten på fastlandet er regnet med, ikke Svalbard)
Den norske grænse mod havet er omkring 2.650 kilometer lang. Siden kysten har mange floder, øer osv. har man fundet frem til, at Norskekysten i alt er 25.000 kilometer lang.